# Ferrovia Intra-Premeno
La ferrovia Intra-Premeno era una linea ferroviaria a scartamento metrico che collegava il centro di Intra, in Piemonte, con Arizzano, Bee e Premeno, in esercizio fra il 1926 e il 1959.

## Storia

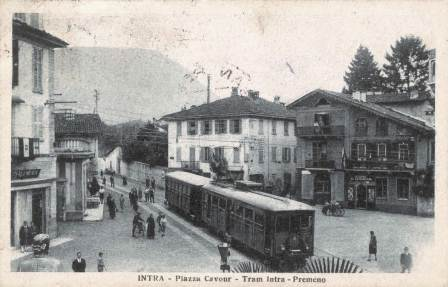
Intra, capolinea di piazza Cavour

### Gli antefatti
La località di Premeno, situata sulle colline sopra Intra e Pallanza era, all'inizio del ventesimo secolo, una ricercata località di villeggiatura raggiungibile però solo tramite una strada piuttosto accidentata con tempi di percorrenza intorno alle due ore. La costruzione di una linea ferroviaria appariva una soluzione auspicabile, sia per incentivare il flusso turistico legato ai vari alberghi e alle ville dei villeggianti estivi, ma anche ai numerosi residenti delle diverse località situate sulla collina.
L'11 dicembre del 1910 si tenne un pubblico comizio nella località di Bee, in cui si invitava l'amministrazione comunale ad accordare le concessioni per l'uso della sede stradale per la realizzazione della linea Intra-Arizzano-Bee-Premeno.
Nel settembre del 1912 l'ingegner Alfredo Pariani presentò il progetto di massima a Luigi Mangiagalli, all'epoca senatore del Regno d'Italia, che accolse con favore la proposta e presiedette il Comitato Promotore.

### La linea ferroviaria
Un progetto per la costruzione della ferrovia era stato, da tempo, redatto dall'ingegnere Alfredo Pariani, di Intra che aveva costituito un comitato promotore assieme al senatore Luigi Mangiagalli. Allo scopo si era anche costituita una Società Anonima Ferrovia Intra Premeno (FIP) sin dal 13 marzo del 1913, stabilendo la sua sede a Milano, con capitale sociale di 1.500.000 di lire divise in 1.500 azioni da mille lire. Il progetto del Pariani venne presentato per la richiesta di approvazione nel settembre dello stesso anno. Nel 1916 il progetto venne rivisto e infine, il 31 ottobre del 1919 la società ottenne la concessione per una durata di 70 anni per la costruzione e l'esercizio della linea ferroviaria.
Per varie motivazioni in parte connesse agli strascichi della prima guerra mondiale la costruzione venne ritardata di anno in anno tanto che la popolazione iniziava a perdere fiducia e pensare che il progetto fosse una delle promesse non mantenute come la Ferrovia Locarno-Valmara-Intra o la tranvia Intra-Trobaso, mai cominciate.
La costruzione ebbe inizio a Premeno nell'ottobre del 1921, concludendosi alla fine del 1925 e, in contemporanea, vennero realizzati anche gli impianti idroelettrici di Ramello, a sei km da Intra, per la produzione dell'energia; la linea venne inaugurata il 28 giugno del 1926 con una solenne cerimonia alla quale prese parte Luigi Mangiagalli, nel frattempo divenuto sindaco di Milano, il direttore delle Ferrovie Nord Riccardo Luzzati e Giacomo Sutter, presidente della Società Subalpina Imprese Ferroviarie che all'epoca gestiva la navigazione sul Lago Maggiore, presenti anche il maresciallo Cadorna e il conte Giberto Borromeo Arese.

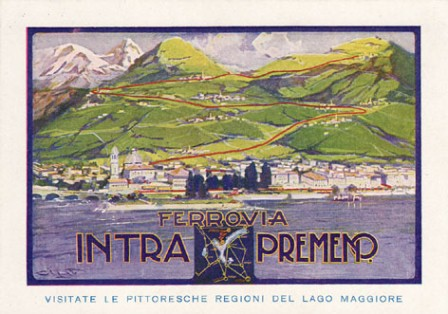
Cartolina promozionale d'epoca

La linea, che collegava il centro dell'abitato di Intra, sul Lago Maggiore, con le località poste a monte, in inverno innevate e con campi di sci, raggiungendo Premeno a 850 m s.l.m. ebbe un positivo effetto sull'economia della zona e incentivò il turismo che prima era condizionato dal cattivo stato della strada carrozzabile. Gli anni immediatamente precedenti la seconda guerra mondiale furono quelli di maggiore successo, ma lo scoppio della guerra fece declinare il traffico turistico e commerciale.
Nell'agosto 1943 a causa dei bombardamenti avvenne lo sfollamento di migliaia di persone dalla città di Milano verso le località lacustri. La ferrovia se ne dovette assumere l'onere di trasporto utilizzando al massimo tutto il proprio parco di rotabili ricorrendo anche ai carri chiusi attrezzati con panchine per il trasporto passeggeri, svolgendo un ruolo importante nelle vicende che caratterizzarono tale periodo. Poco tempo dopo anche l'abitato di Intra venne bombardato da aerei britannici, furono affondati due battelli sul lago e danneggiate seriamente la rimessa e l'officina in via Cairoli; i mezzi vennero quindi ricoverati a Premeno. Il dopoguerra portò, oltre al calo fisiologico del trasporto viaggiatori, anche la fine del trasporto merci, peraltro sempre minimo. Il traffico automobilistico fece il resto per cui il 31 dicembre 1953 la FIP richiese la licenza per operare su strada e questa venne concessa nel mese di giugno del 1956. Il 1º aprile del 1959 veniva chiuso il tratto a monte tra Arizzano e Premeno e il 1º ottobre del 1960 anche il restante tratto.

## Caratteristiche
| Unknown route-map component "exKBHFa" |

| Unknown route-map component "exHST" |

| Unknown route-map component "exHST" |

| Unknown route-map component "exHST" |

| Unknown route-map component "exHST" |

| Unknown route-map component "exBHF" |

| Unknown route-map component "exHST" |

| Unknown route-map component "exHST" |

| Unknown route-map component "exBHF" |

| Unknown route-map component "exHST" |

| Unknown route-map component "exKDSTaq" | Unknown route-map component "exABZgr" |  |

| Unknown route-map component "uexCONTgq" | Unknown route-map component "uexKBHFeq" | Unknown route-map component "exKBHFe" | Pier |  |

La linea adottò lo scartamento di 1000 mm in conseguenza del progetto dell'ingegnere Pariani (mai realizzato) di costruzione della tranvia Intra-Ghiffa-Cannobio, che aveva lo scopo di stabilire un collegamento del sistema ferroviario della Val d'Ossola e del Verbano con le Ferrovie Regionali Ticinesi; anche la ferrovia Domodossola-Locarno aveva infatti adottato lo scartamento metrico. Il binario venne steso adottando rotaie di tipo Vignoles da 23,3 e da 27 kg su traverse di rovere nei tratti a dentiera, nei tratti in sede promiscua vennero usate rotaie del tipo Phoenix da 48,3 kg. La linea aveva la lunghezza complessiva di 13,341 chilometri con raggi di curvatura che scendevano fino a 40 metri e pendenze fino al 73 per mille, la pendenza media era del 45 per mille e il dislivello complessivo era di circa 600 metri. Il tracciato, tutto in salita, era estremamente tortuoso.
La ferrovia era esercita a trazione elettrica a corrente continua a 1350 volt; l'energia necessaria veniva prodotta mediante l'impianto idroelettrico di Ramello, di proprietà della stessa FIP, posto a sei chilometri da Intra. La linea aerea di contatto, a semplice filo con sospensione trasversale semplice di tipo tranviario, venne stesa utilizzando come supporto 562 pali tubolari Mannesmann con braccio orizzontale sostenuto da un tirante superiore. Le elettromotrici erano state progettate per il recupero dell'energia in discesa.
Gli impianti di Intra e di Premeno erano dotati di rimesse per il ricovero notturno dei rotabili di trazione.

### Percorso
Il percorso si sviluppava in parte in sede propria, in parte in sede promiscua sulle strade interessate.
Il capolinea era sul lungolago di Intra, a 195 m s.l.m., dove serviva l'imbarcadero per la coincidenza con i traghetti lacustri del Verbano e dove si realizzava l'interscambio, dal 1929 in poi, con i convogli della tranvia Intra-Omegna e tramite essa con la rete ferroviaria statale (FS).
Il primo tratto del percorso seguiva il lungolago per poi svoltare lungo il corso Cobianchi e via Cairoli (in questa zona della città era situato il deposito della FIP), l'attraversamento sul torrente San Giovanni era assicurato tramite un ponte nuovo dalla lunghezza di 100 metri e tre luci, il percorso entrava poi in sede propria fino alla stazione di Antoliva Cresseglio (che serviva le due località) e proseguiva poi nei territori di Arizzano e Bee, tenendosi a valle della strada fino al Pian di Nava e al bivio per Esio, da qui entrava in Premeno per giungere al capolinea.
La lunghezza del tracciato era di 13,341 km, le fermate intermedie nove. Il capolinea a monte era a Premeno, a 789 m. La pendenza media del percorso, in ascesa continua, era del 45 per mille con punte del 73 per mille ma veniva superata interamente ad aderenza naturale.

## Traffico
Nel dopoguerra il servizio era articolato, nei giorni feriali, su quattro coppie di treni con inizio alle ore 6,30 da Premeno e fine in quest'ultima alle ore 19,10. L'orario subiva variazione nei giorni prefestivi e festivi con cinque coppie di treni e arrivo dell'ultima corsa alle ore 20,02 a Premeno; i treni effettuavano tutte le fermate e impiegavano 50 minuti a percorrere l'intera tratta sia nel senso ascendente che viceversa.

## Materiale rotabile

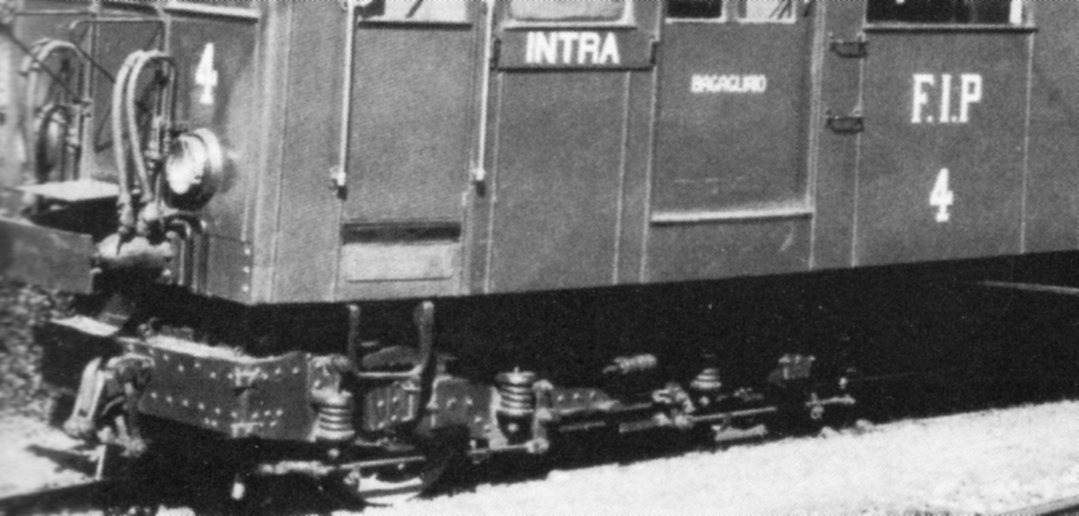
Particolare del carrello dell'elettromotrice FIP 4 che evidenzia il tipo di gancio (trazione bassa)

La dotazione di rotabili era costituita da quattro elettromotrici a carrelli della potenza di 235 kW, con frenatura a recupero. Erano state costruite, tra il 1925 e il 1926, dalle OM di Milano con parte elettrica fornita dalla Compagnia Generale di Elettricità (CGE). Erano numerate da 1 a 4. La struttura delle elettromotrici era classica: telaio in longheroni d'acciaio con rinforzo mediante tiranti poggiante su due carrelli a due assi con sospensione primaria a molle e secondaria a balestre trasversali. Una particolarità era il gancio di trazione, con tenditore a vite e maglia regolabile, applicato sul telaio del carrello nella cosiddetta configurazione "tipo Libia". La lunghezza totale era di 14 m e la massa complessiva 30 tonnellate. La capienza complessiva era di 36 posti a sedere di cui 12 in prima classe e 24 in seconda. Il vestibolo di accesso era posto in posizione paracentrale e separava le due classi. Adiacente al compartimento di prima classe era posto il bagagliaio che la separava dalla cabina di guida.
Le rimorchiate erano due, numerate 11 e 12, e avevano forma simile alle elettromotrici, anch'esse erano a carrelli ma erano di poco più corte, 12,7 m e pesavano 16 t. Avevano una capienza di 48 posti a sedere di sola seconda classe e l'accesso al comparto unico centrale avveniva tramite due vestiboli posti alle due estremità.
Il materiale rimorchiato merci, costruito dalle Officine Moncenisio di Condove nel 1925, comprendeva tre carri merci pianali e due carri chiusi.
In seguito alla chiusura della linea, il materiale rotabile venne tutto demolito eccetto alcuni carri merci ceduti alla "Vigezzina". Di questi un carro chiuso restaurato è posto quale monumento nei giardini di Villa Bernocchi di Premeno.
Ogni treno era composto da una elettromotrice e una rimorchiata per una capienza massima di 140 passeggeri.